# Дмитрієв Савелій Тимофійович
Дмитрієв Савелій Тимофійович (рос. Дмитриев Савелий Тимофеевич; 1909-1950) — російський радянський військовик, єфрейтор, звинувачений та страчений за спробу замаху на Анастаса Мікояна, прийнявши його машину за машину Йосипа Сталіна.

## Біографія
Савелій Дмитрієв народився у 1909 році в Усть-Каменогорську в сім'ї заможного селянина. Закінчивши один клас церковно-парафіяльної школи, став допомагати батькові в господарських справах. У кінці 1920-х років почалася колективізація і його батько, Тимофій Дмитрієв, змушений вступити у колгосп. З початком німецько-радянської війни Савелія призвали до армії. Він служив у 1-му полку ППО, який захищав небо Москви. Його зенітна установка розташовувалася на площі Маяковського. Періодично він бачив автомобілі вищого керівництва СРСР і в нього визрів план з убивства Сталіна. Савелій Дмитрієв придумав декілька планів, але, як віруюча людина, обрав з найменшими жертвами з оточуючих людей.
6 листопада Дмитрієв, прихопивши гвинтівку та набої до неї, покинув казарму і попрямував в сторону Червоної площі. Помітивши неподалік співробітника охорони в цивільному, зайшов в ГУМ і перечекав деякий час. Потім, переконавшись, що його задумам ніщо перешкодити не може, швидким кроком попрямував в сторону Лобного місця. Відкрив хвіртку, увійшов і став по стійці «струнко». До нього попрямував міліціонер. На питання, що він тут робить, єфрейтор відрапортував: «Військовий патруль. Направлений для посилення охорони площі напередодні листопадового параду». Через наступні півтори години до нього декілька разів підходили співробітники комендатури Кремля. Але на всі питання Савелій відповідав спокійно і коротко: «Де наказали зайняти пост, там і стою. Прийде начальник варти, у нього і питайте».
В той день у Кремлі мало відбутися урочисте зібрання з приводу річниці Жовтневого перевороту. За три години до цього, приблизно о 14:55, урядова машина, в якій перебував нарком зовнішньої торгівлі СРСР Анастас Мікоян, виїхала з Кремля. Не доїжджаючи до Лобного місця, автомобіль знизив швидкість і змістився вправо, так як руху заважав візник з возом сіна. Коли автомобіль Мікояна порівнявся з Лобним місцем, Дмитрієв здійснив три постріли з гвинтівки. Мікоян і інші пасажири машини не постраждали. З машини охорони, що їхала слідом за машиною Мікояна, вискочив співробітник НКВС. Він кинув у бік стрілка дві гранати. Дмитрієв відразу підняв руки і здався. Він був легко поранений у руку осколком граніту.
Під час допиту на Луб'янці Дмитрієв не приховував мотивів свого вчинку. Відразу заявив, що діяв сам. Але, відповідно до існуючої тоді практики, слідчі намагалися вийти на слід «контрреволюційної організації». В результаті розкриття «змови» свідчення дали десять чоловік, з якими Дмитрієв мав нехай навіть випадкові контакти. Потрапив в число «змовників» навіть його рідний брат Христофор — пекар, який проживав в гірницькому селищі в Казахстані і про Савелія давно не чув. Слідство було завершено в середині 1943 року. Однак вирок Військової колегії Верховного Суду СРСР (розстріл) було винесено лише 25 серпня 1950 року і виконаний в той же день.